# درياس ثماني البتلات
دميص ذو ثمان بتلات أو درياس ثماني البتلات أو شاي سويسري أو خاما درسي جبلي أو الحوربة (الاسم العلمي:Dryas octopetala) هو نوع من النباتات يتبع جنس الدرياس من الفصيلة الوردية.

## معرض الصور

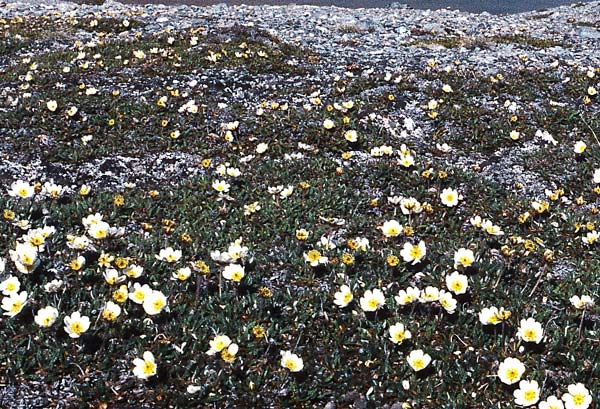
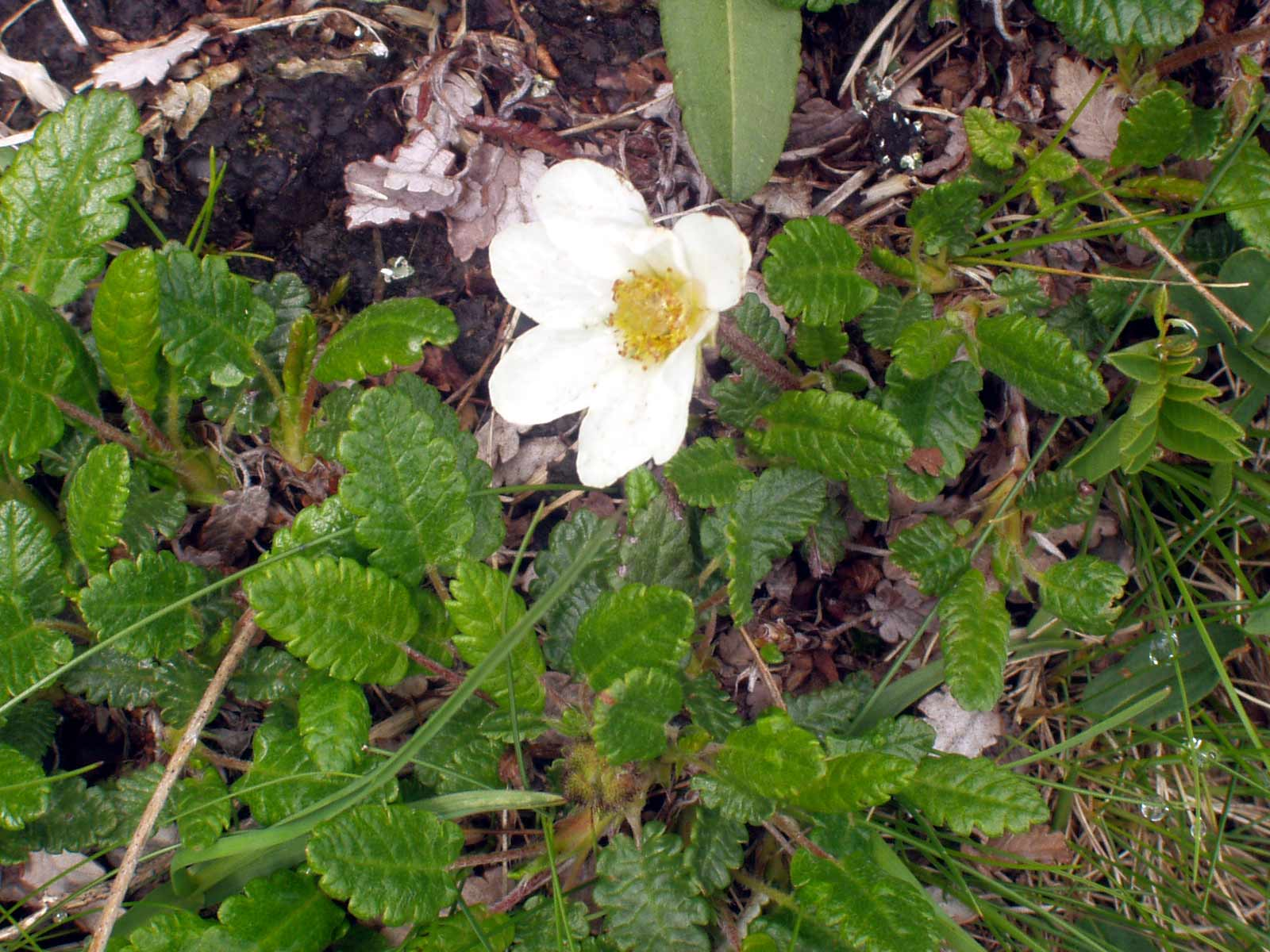
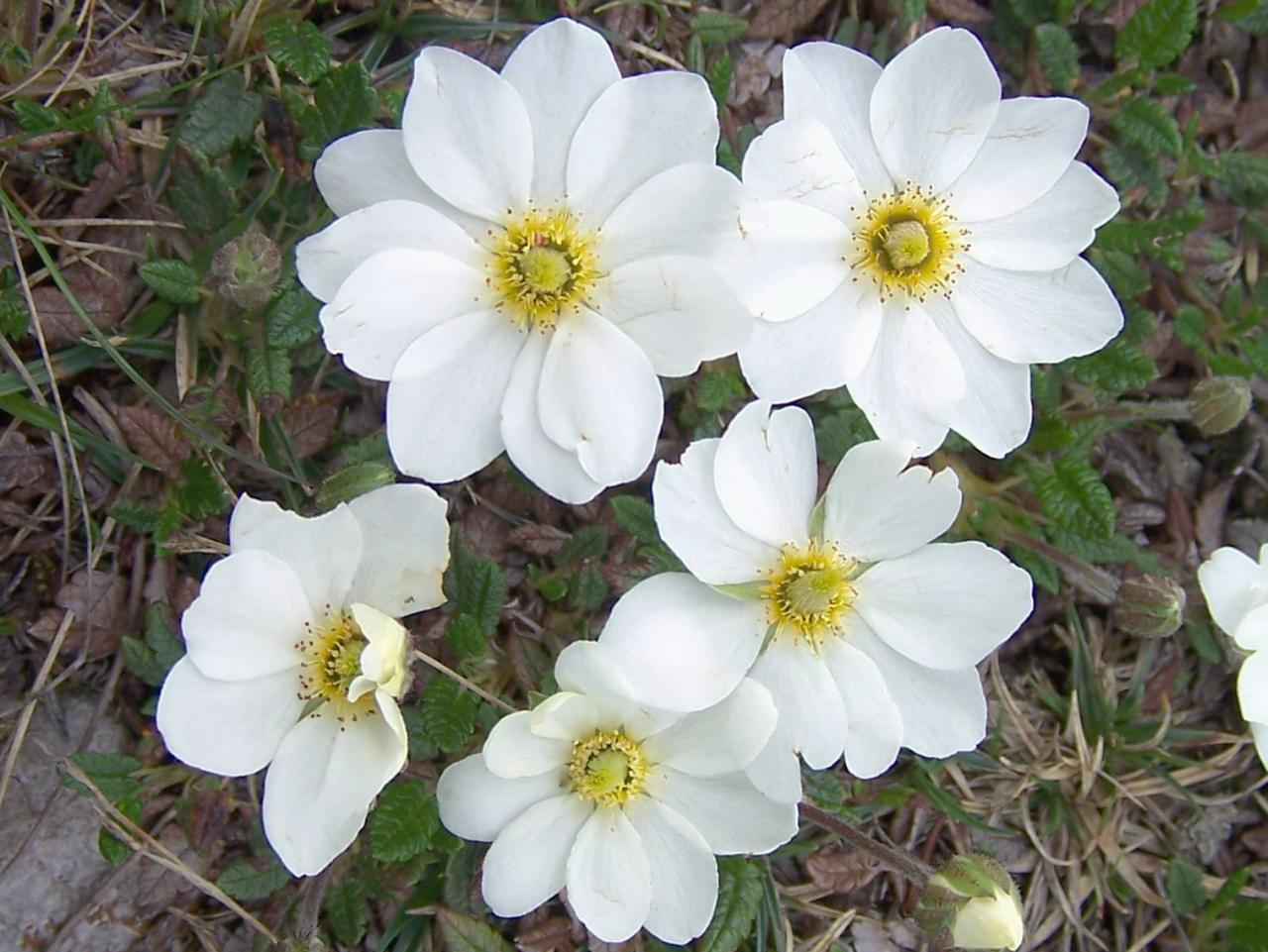
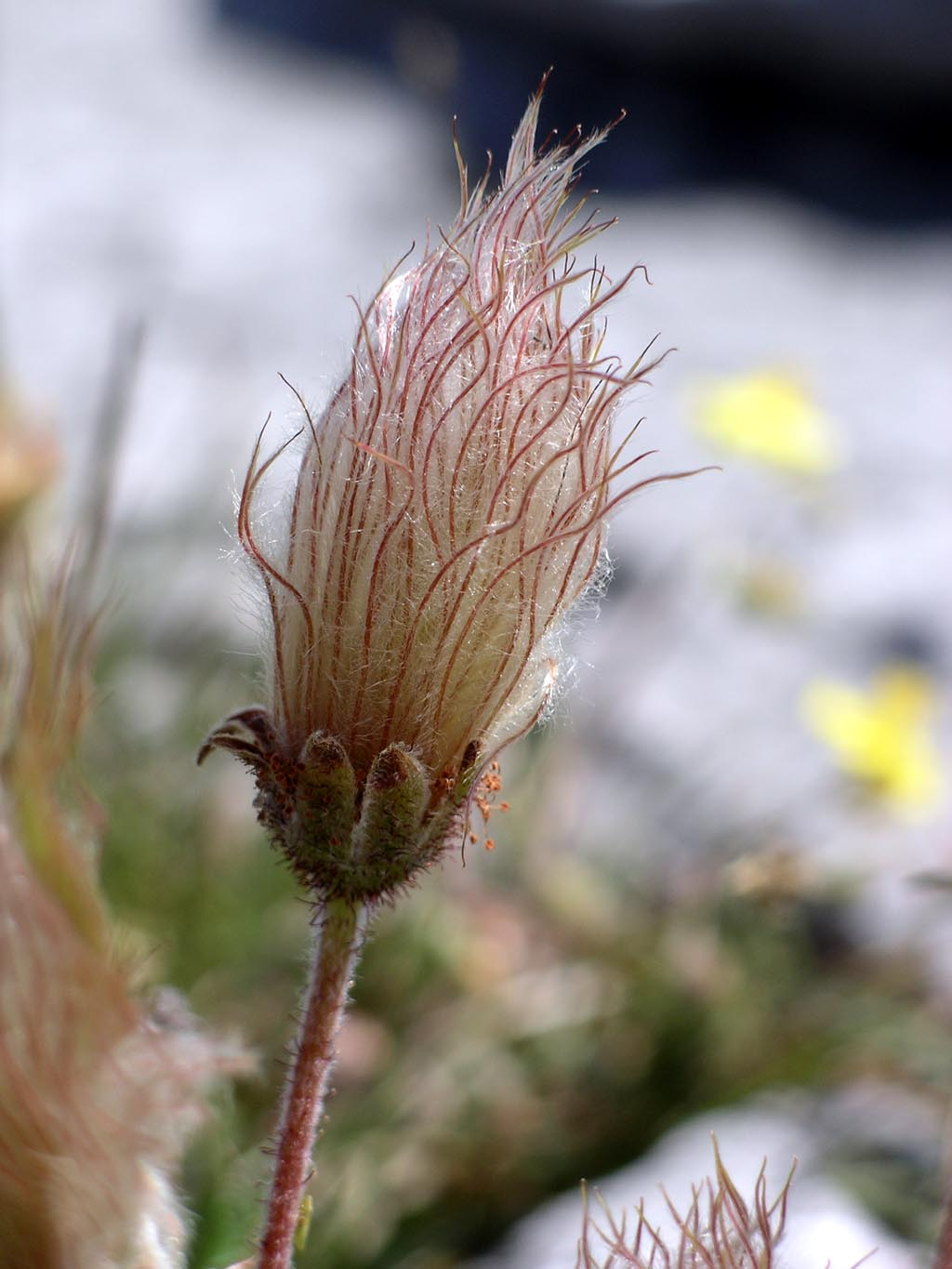